# Satna
Satna (Hindi: सतना, Satnā) ist eine etwa 280.000 Einwohner zählende Stadt im nordindischen Bundesstaat Madhya Pradesh. Sie ist Verwaltungssitz des Distrikts Satna.

## Lage und Verkehr
Mehrere bundesstaatliche und nationale Schnellstraßen verlaufen durch Satna. Der nächstgelegene größere Flughafen ist in Khajuraho, etwa 120 km in nordwestlicher Richtung von Satna entfernt und über die Straße nach Chhatarpur über Nagod und Panna zu erreichen; Satna selbst hat nur einen kleinen Flugplatz für Sportmaschinen. Satna hat einen Bahnhof an der stark befahrenen Strecke, die Mumbai und Haora verbindet.

## Bevölkerung
Etwa 92 % der Einwohner sind Hindus, nur ca. 6 % sind Moslems; die restlichen 2 % entfallen auf religiöse Minderheiten wie Sikhs, Jains, Buddhisten und Christen. Wie im Norden Indiens üblich übersteigt der männliche Bevölkerungsanteil den weiblichen um gut 10 %.

## Wirtschaft
Satna ist das handwerkliche und merkantile Zentrum einer Vielzahl von ausschließlich landwirtschaftlich orientierten Dörfern in der Umgebung. Satna ist darüber hinaus ein Zentrum der indischen Baustoffindustrie; beim Ort gibt es ein großes Zementwerk.

## Bildung
Die nächsten Universitäten sind die Mahatma Gandhi Chitrakoot Gramoday University in Chitrakut und die Awadhesh Pratap Singh University in Rewa, die auch einen Campus in Satna betreibt. In der Stadt selbst gibt es das Priesterseminar St. Ephrem der syro-malabarischen Diözese Satna.

## Sehenswertes
Zu den wichtigsten Sehenswürdigkeiten der Umgebung gehören die nahegelegenen Orte Maihar, Chitrakut, Rewa und die etwa 100 km entfernt gelegenen Tempel von Khajuraho. Das Tulsi-Museum in Ramvam ist etwa 16 km von Satna entfernt und zeigt einzigartige antike Skulpturen aus dieser Gegend. Der Shiva-Tempel in Birsinghpur ist ebenfalls ein historisches Gebäude. Etwa 25 km südöstlich von Nagod liegt die sehenswerte Tempelstätte von Nachna. Der Gupta-Tempel von Bhumara und die archäologische Stätte des ehemaligen Stupa von Bharhut befinden sich jeweils etwa 25 km südwestlich bzw. südöstlich der Stadt.

## Persönlichkeiten
- Niranjan Nath Wanchoo (1910–1982), Regierungsbeamter
- Avani Chaturvedi (* 1993), Jagdfliegerin